# Louchskij rajon
Il Louchskij rajon (in russo Лоухский район?) è un rajon della Repubblica di Carelia, nella Russia europea. Istituito nel 1927, il suo capoluogo è Louchi.